# Llista de compositors de música per a piano
Llista de compositors de música per a piano ordenats per època. Comprèn els que principalment crearen obres per a piano o altres instruments de teclat relacionats (clavicèmbal, orgue, etc.).

## Període medieval (500-1420)
- Francesco Landini
- Conrad Paumann

## Període renaixentista(1420-1600)
- Demetrius Lodi
- John Bull
- Antonio de Cabezón
- Giovanni Croce
- Andrea Gabrieli
- Christopher Gibbons
- Claudio Merulo
- Thomas Morley
- Jan Pieterszoon Sweelinck
- Thomas Tallis

## Període barroc (1600-1750)
- Karl Preuss
- Johann Schobert
- Peter Philip
- Georg Caspar Wecker
- Orlando Gibbons
- Heinrich Schütz
- Samuel Scheidt
- John Hilton
- Johann Jakob Froberger
- Jean-Baptiste Lully
- Dietrich Buxtehude
- Johann Pachelbel
- Élisabeth Jacquet de La Guerre
- Henry Purcell
- Familia Couperin, especialment Louis i François Couperin
- Georg Philipp Telemann
- Jean-Philippe Rameau
- Johann Sebastian Bach
- Lodovico Giustini
- Giovanni Benedetto Platti
- Domenico Scarlatti
- George Frideric Handel

## Període pre-clàssic(1720-75)
- Carlo Antonio Campioni
- Félix Bambini
- Hardenack Otto Conrad Zinck
- Johann Wilhelm Hässler
- Wilhelm Friedemann Bach
- Carl Philipp Emanuel Bach
- Leopold Mozart
- Johann Kirnberger
- Johann Christian Bach
- Friedrich Fleischer
- Johann Gottlob Harrer

## Període clàssic (1775-1825)
- Gaetano Corticelli
- Jean-Baptiste Michelot
- Wincenty Lessel
- Charles Chaulieu
- John Clarke Whitfield
- Gottlob Benedict Bierey
- Johan Fredrik Berwald
- Friedrich Wilhelm Berner
- George Aspull
- Louis-Félix Despréaux
- Giuseppe Puppo
- Johann Christian Barthel
- Tommaso Gasparo Fortunato Barsotti
- Félix Bambini
- Hardenack Otto Conrad Zinck
- Charles Michael Alexis Sola
- Alphonse Maurice
- Johann Nepomuk Adalbert Maxandt
- Gaetano Piantanida
- Johann Philipp Sack
- Christian Franz Rummel
- Alexandre Montfort
- Philipp Jakob Roeth
- Ignaz Wenceslav Raphael
- Joseph Mazzinghi
- Johann Georg Wilhelm Schneider
- Karl Friedrich Ludwig Schaeffer
- Franz David Christofer Stoepel
- Johann Franz Xaver Sterkel
- A. Jacob Steinfeld
- Hugo Staehle
- Tomasso Sogner
- Peter Hänsel
- Albert Methfessel
- Giuseppe Lodi
- Jean Baptiste Desormery
- Francesco Lanza
- Friedrich Fleischer
- Carel Anton Fodor
- Friedrich Wilhelm Riem (1779-1826)
- Aristio Louet (segles XVIII-XIX)
- Alexandre Louet (1753-1817)
- Elena Riese
- Franz Volkert
- Hieronim Payer
- John Parry
- Georg Joseph Vogler
- Francesco Paolo Parenti
- Ferdinand Ries
- Joseph Haydn
- Marianne von Martínez
- Muzio Clementi
- Francesca Lebrun
- Leopold Kozeluch
- Wolfgang Amadeus Mozart
- Antonio Salieri
- Alexander Reinagle
- Daniel Gottlob Türk
- Jan Ladislav Dussek
- Ludwig van Beethoven
- Anton Diabelli
- Friedrich Kuhlau
- Maria Szymanowska
- Carl Czerny
- Joseph Weigl
- Vasilij Sergeevič Kalinnikov
- Joan Obradors i Robert
- Jan Hugo Worzischek (1790-1825)

## Període romàntic (1825-1900)
- Antonios Liveralis
- Friedrich von Wickede
- Joannes Josephus Viotta
- Gaetano Corticelli
- Frank Van der Stucken
- Nikolai Shcherbachov
- Ella May Smith
- Charles Dennée
- Carl Schulz-Schwerin
- Eugène, Samuel-Holeman
- Carlo Rossaro
- Georges Rosenlecker
- Giovanni Rinaldi
- Gustav Rind
- Francisco Alves Rente
- Otto Reinsdorf
- Aquiles Pistilli
- Anton Orlowski
- Hippolyte Mirande
- Jēkabs Mediņš
- Charles Mavius
- Édouard Mangin
- Louis Lothar
- Alphonse Le Duc
- August Hyllested
- Rijk Hol
- Charles Frotzler
- Josep Fayos Pascual
- Françoise-Marie De Mol
- Enric Kramer
- Thomas Simpson Cooke
- Jules Cohen
- Frédéric Brisson
- Sergei Bortkiewicz
- Émile-Robert Blanchet
- Pedro Blanco López
- Johan Fredrik Berwald
- Enrico Bernardi
- Vinzenz Lachner
- Thomas Julian Adams
- Francesco Pollini
- Giovanni Battista Polleri
- Josef Pribik
- Carl Adolph Preyer
- Thomas Ridley Prentice
- Émile Prudent
- Adolfo de Quesada
- Julius Brück
- Tommaso Gasparo Fortunato Barsotti
- Henry Charles Banister
- Hugo Bassani
- René Amengual
- Nicolai von Wilm
- Ludwig Stark
- Wilhelm Maria Putchler
- Piotr Maszyński
- Montagne Fawcets Phillips
- Alexander von Fielitz
- Émile Pessard
- Giacomo Panizza
- Carlos Agustín Palmer
- Thorvald Otterstrom
- Joseph O'Kelly
- Theodore Oesten
- Herbert Oakeley
- Jozef Nowakowski
- Antoni Noguera i Balaguer
- Eduard Nößler
- Ede Poldini
- Edmund Neupert
- César San Fiorenzo
- Adolphe Samuel
- Luis Sambucetti
- Gaston Salvayre
- Louis Victor Saar
- Josef Ryba
- Hugo Ruter
- Louis Arthur Russell
- Joseph Rummel
- José Ruiz y Muñoz
- Karel Navrátil
- Carl Rorich
- Pierre-Nicolas Mouzin
- Mihály Brand Mosonyi
- Philipp Jakob Roeth
- Émile Pierre Ratez
- Theodor Raillard
- Anton Hartvig Rée
- Louis Rée
- Teresio Nicolo Ravera
- Adolph Schultze
- Josef Schmid
- Erik Schaeffer
- Thomas Täglichsbeck
- Maurice Strakosch
- Roman Statkowski
- Arthur Somervell
- Georg Jakob Strunz
- Stefan Stocker
- Humphrey John Stewart
- Emile Steinkuhler
- Karl Steinhauer
- Ferdinand Stegmayer
- Friedrich Wilhelm Stade
- Alfred von Sponer
- Theodore Spiering
- Carl Smulders
- Vladímir Sokalski
- Antoine Simon
- Janusz Stanisław Iliński
- Jacob Adolf Hägg
- Gustaf Hägg
- Leopold von Meyer
- Amédée Méreaux
- Karl Mengewein
- Madame Medeck
- Thomas Tellefsen
- Herman Severin Løvenskiold
- Henri Rosellen
- Ivan Laskovsky
- Paul Lacombe
- Emmanuel Kania
- José Manuel Jiménez Berroa
- Armas Jaernefelt
- Franz Jakob Freystadtler
- Martín Frey
- Carl Gustav Flügel
- Karl Greith
- Jakob Mateus Gregoir
- Louis Gregh
- Edouard G.J. Gregori
- Axel Grandjean
- Walter Goethe
- Carl Edward Goepfart
- Alfred John Goodrich
- João Gomes de Araújo
- Friedrich Wilhelm Grund
- Karel Weiss
- Edward Thorne
- Heinrich Hofmann
- George Templeton Strong
- Herbert Sharpe
- Benno Schoenberger
- Karl Wilhelm Schloesser
- Milos Ruppelt
- José Rolón
- Theofil Vendler
- Ricardo Castro i Herrera
- Thomas Whitney Surette
- Wilhelm Speidel
- Chalton T. Speer
- Julius Benedict
- Theodor Döhler
- Nikolai Roslavetz
- Josef Richard Roskovsny
- Carl Roeder
- Frank Addison Porter
- Eduardo Peiyrellade Zaldívar
- Alessandro Longo
- Robert Hermann
- Charles Villiers Stanford
- Giuseppe Ferrata
- Halfdan Kjerulf
- Catharinus Elling
- Walter Edmund Ehrenhofer
- Adolf Doppler
- Domingo Dente
- Friedrich Wilhelm Tschirch, aquest compositor la música per a piano la signava amb el pseudònim de Alexander Czersky.
- Adrien Talexi
- Charles Samuel Bovy-Lysberg
- Gustav Louchet
- Carl Lührss
- Rafaele Terziani
- Henryk Dombrowski
- Nikolai Vassílievitx Artsibúixev
- Desiré Thomassin
- Francis Thomé
- Ladislav Alois
- Stefano Golinelli
- Johann August Wilhelm Todt
- Julius Schulholff
- Antonio Ricci Signorini
- Pierre August Dupont
- Francis Wilhelm Richter
- Theodor Ritter
- August Ferdinand Riccius
- Carl August Gustav Riccius
- Pere Albeniz Besantu
- Carl Gollmick
- Johan Peter Emilius Hartmann
- Ludvig Schytte
- Cipriano Martínez Rücker
- Edward Benjamin Scheve
- Franz Xaver Scharwenka
- Hubert Parry
- Joseph August Gläser
- Cesare Galeotti
- Georg Vierling
- Federico Olmeda
- Gustav Weber
- Max von Pauer
- Ernest Pauer
- James Cutler Dunn Parker
- August Reissmann
- Carl Gottlieb Reissiger
- Henry Reimann
- Adolf Reichel
- Robert Volkmann
- Manuel Giró i Ribé
- Nicolo de Giosa
- János Végh (Johann Végh von Veréb)
- Franz Schubert
- Charles-Valentin Alkan
- Ferdinand Beyer
- Louise Farrenc
- Fanny Mendelssohn
- Johann Friedrich Franz Burgmüller
- Felix Mendelssohn
- Frédéric Chopin
- Robert Schumann
- Franz Liszt
- Konrad Max Kunz
- Clara Schumann
- Stephen Heller
- Fritz Spindler
- Theodor Kullak
- Alfred Reisenauer
- Anton Rubinstein
- Louis Köhler
- Jan Gerard Palm
- Charles-Louis Hanon
- Cornelius Gurlitt
- César Franck
- Hermann Berens
- Louis Moreau Gottschalk
- Johannes Brahms
- Emmanuel Chabrier
- Johann Baptist Cramer
- Johann Nepomuk Hummel
- Camille Saint-Saëns
- Mili Balàkirev
- Henri Bertini
- Friedrich Baumfelder
- Modest Mussorgsky
- Piotr Ilitx Txaikovski
- Antonín Dvořák
- Paolo Giorza
- Edvard Grieg
- Arnoldo Sartorio
- Gabriel Fauré
- Moritz Moszkowski
- Isaac Albéniz i Pascual
- Anton Arenski
- Vladímir Rébikov
- Leoš Janáček
- Karol Szymanowski
- Frederic Mompou i Dencausse
- Johann Cristian Remde
- Carlile Vernon
- Ossip Gabrilowitsch
- Antonio Veretti
- Victor Vreuls
- Charles Wilfrid Beriot
- Caroline Wichern
- Geoffrey Shaw
- Carl Albert Tottmann
- Nikolai Tutkovski
- Berthold Tours
- Gerard Tonning

## Període contemporani (1900-)
S'inclouen sols aquells compositors neixcuts abans de 1933.
- Ludwing Weber (compositor)
- José Luis Uruñuela
- Trygve Torjussen
- Danilo Švara
- Oscar Eberhard Schminke
- Clemens Schmalstich
- Ludovic Lamothe
- Ada Sassoli-Ruata
- Harald Sæverud
- Manuel Ruíz Arquelladas
- Marcel Orban
- Carl Gustav Sparre Olsen
- Leonid Nikolaïev
- Bruno Mazzotta
- Edgardo Martín Cantero
- Ernst-Lothar von Knorr
- Alfredo Mandelli
- Rudolf Kelterborn
- Sándor Jemnitz
- Väinö Raitio
- Karel Hoffmeister
- Hans Gál
- Léon Delafosse
- Otto Vrieslander
- Constantin Brailoiu
- Eduardo Bottigliero
- Émile-Robert Blanchet
- Bruno Bjelinski
- Edgar Bainton
- William Baines
- Vytautas Bacevičius
- Kęstutis Bacevičius
- Vincas Bacevičius
- Anatoli Alexandrov
- Karel Albert
- Carl Adolph Preyer
- José Vicente Lecuna
- Jose Gontzalo Zulaika
- Leonid Sabaneyev
- Louis Victor Saar
- Gottfried Rüdinger
- Carl Rorich
- Victor Louis Fidelis Rebmann
- Josef Schmid
- Henri Stierlin-Vallon
- Kyrylo Stetsenko
- Vaclac Stepan
- Alfred von Sponer
- Gabriel Lincoln Hines
- Marcelo Koc
- Mark Hambourg
- Jacob Adolf Hägg
- Gustaf Hägg
- Anice Terhune
- Armas Jaernefelt
- Willy Jaeger
- Andrés Isasi
- Carl Joseph Fromm
- Witold Friemann
- Richard Flury
- Enrichetta Umicini Golini
- Arthur Shepherd
- Abel Rufino
- Freda Swain
- Vladimir Stcherbacchev
- Bernhard van den Sigtenhorst Meyer
- Mario Tarenghi
- Teodoro San José
- Rafael Peacan del Sar
- Daniel Gregory Mason
- Giuseppe Ferrata
- Robert Nathaniel Dett
- Luis Antonio Calvo
- Rafaele Terziani
- Pablo M Berutti
- Carl Thiessen
- Ladislav Alois
- José Maria Franco y de Bordons
- Attilio Brugnoli
- Germán Güttler
- Manuel Font de Anta
- Howard Hanson
- Félix Rosenthal
- Edward MacDowell
- Claude Debussy
- Alexander Gretchaninov
- Samuil Feinberg
- Erik Satie
- Amy Beach
- Scott Joplin
- Aleksandr Skriabin
- Max Reger
- Serguei Rakhmàninov
- Arnold Schönberg
- Maurice Ravel
- Manuel de Falla
- Ernő Dohnányi
- Ernest Bloch
- Béla Bartók
- Joaquín Turina
- Ígor Stravinski
- Anton Webern
- Jelly Roll Morton
- Alfredo Casella
- Alban Berg
- Heitor Villa-Lobos
- Jacques Ibert
- Serguei Prokófiev
- Darius Milhaud
- Henry Cowell
- Paul Hindemith
- George Gershwin
- Duke Ellington
- Francis Poulenc
- Aleksandr Txerepnin
- Aaron Copland
- Ernst Krenek
- Aram Khatxaturian
- Dmitri Kabalevski
- Fats Waller
- Dmitri Xostakóvitx
- Paul Creston
- Ross Lee Finney
- Elliott Carter
- Samuel Barber
- Gian Carlo Menotti
- John Cage
- Norman Dello Joio
- Witold Lutosławski
- David Diamond
- Vincent Persichetti
- Thelonious Monk
- Emma Lou Diemer
- Thea Musgrave
- Karl Thiessen
- Nancy Van de Vate
- Milton Babbit
- Hans Werner Henze
- Alberto Ginastera
- Leonard Bernstein
- Ned Rorem
- Robert Starer
- Pierre Boulez
- Karlheinz Stockhausen
- George Crumb
- Robert Muczynski
- Stanley Babin
- Rodion Sxedrín
- Krzysztof Penderecki
- Ignacy Jan Paderewski
- Tōru Takemitsu
- Ervin Nyíregyházi
- Ernesto Nazareth
- Nikolai Medtner
- York Bowen
- Carl Verbraeken
- Enric Granados
- Josep Martí i Cristià
- Brian Eno
- Dirk Schaefer
- Geoffrey Shaw
- Charles Griffes
- Friedric Reidinger